# دهستان یوگوا
دهستان یوگوا (به لاتین: Jõgeva Parish) یک دهستان در استونی است که در شهرستان یوگوا واقع شده‌است.